# Trolleybus de Mourmansk
Le trolleybus de Mourmansk (en russe : Мурманский троллейбус) est un des systèmes de transport en commun de Mourmansk, dans l'oblast de Mourmansk, en Russie.